# Johann Georg Albrechtsberger
Johann Georg Albrechtsberger (Klosterneuburg, 3 de fevereiro de 1735 – Viena, 7 de março de 1809) foi um músico e compositor austríaco.
Estudou música na abadia de Melk e filosofia no seminário beneditino em Viena.
Foi mestre de Beethoven, Johann Nepomuk Hummel, Ignaz Moscheles e Josef Weigl. Exerceu os cargos de organista de corte (1722) e de Mestre de Capela na Catedral de Santo Estêvão (1792).
Compôs prelúdios, fugas e sonatas para piano e órgão, mas a maior parte dos seus trabalhos vocais e instrumentais encontram-se num único manuscrito que está patente numa biblioteca de Viena (Gesselchaft der Musikfreund). Por volta de 1765 escreveu pelo menos sete concertos para harpa e mandora/lutina.
Polifonista, evidenciou-se na escrita de música religiosa e com a escrita do tratado teórico-musical chamado Grundliche Anweisung zur composition (1790).
Está sepultado no Cemitério de São Marcos.

## Obras
- Gründliche Anweisung zur Composition mit deutlichen und ausführlichen Exempeln, zum Selbstunterrichte, erläutert; und mit einem Anhange: Von der Beschaffenheit und Anwendung aller jetzt üblichen musikalischen Instrumente. Breitkopf, Leipzig 1790

### Obras para órgão e cravo
- 8 kleine Präludien für Orgel. Doblinger, Viena 1975
- 5 Präludien für Orgel. Doblinger, Viena 1975
- Fuge für Klavier op. 17, 5. Universal, Viena 1983
- Präludium und Fuge für Orgel zu vier Händen. Doblinger, Viena 1987

### Música de câmara e instrumental
- Vier Concertinos für Harfe und Orchester (1772)
- Harfenkonzert em dó menor (1773)
- Drei Konzerte für Maultrommel, Mandora und Streicher, um 1765
- Streichtrios op. 9, 1–3. Doblinger, Viena 1989
- Quartette op. 16, 4. Amadeus-Verlag, Winterthur 1975
- Duo in C-Dur für Viola und Violoncello. Amadeus-Verlag, Winterthur 1977
- Partita in C per flauto, arpa e basso. Editio Musica, Londres 1977
- Divertimento in D-Dur für zwei Violen und Kontrabass. Amadeus, Winterthur 1979
- Partita in D-Dur für Flöte, Viola d’amore und Kontrabass. Amadeus, Winterthur 1979

### Música sacra
- Messe in Es-Dur. Doblinger, Viena 1951
- Missa in D (1783). Carus-Verlag, Kirchheim/Teck 1985
- Ave regina coelorum. Schwann, Frankfurt 1978
- Magnificat anima mea Dominum. Berliner Chormusik-Verlag/Edition Musica Rinata, Ditzingen 2005
- Tenebrae factae sunt. Schwann, Frankfurt 1978